# Ottaviano Targioni Tozzetti (poète)
Pour les articles homonymes, voir Targioni Tozzetti.
Ottaviano Targioni Tozzetti Né à Vernio, le 23 avril 1833 et mort à Livourne, le 27 janvier 1899 est un poète et écrivain italien.

## Biographie
Ottaviano Targioni Tozzetti est né à Mercatale une frazione de la commune de Vernio. Il a commencé à étudier le droit à l'Université de Pise, mais a dû déménager à Sienne pour des raisons politiques, où il a obtenu son diplôme. Cependant, il n'avait aucune envie de plaider et préférait se consacrer aux  écritures anciennes et à l'enseignement. Il s'installe à Livourne en 1864 et enseigne l'italien au Liceo Classico Niccolini Guerrazzi, dont il devient plus tard doyen.
Il devient l'ami de Giosuè Carducci, avec qui il fait partie de l'association littéraire florentine Amici pedanti  et est fermement anti-romantique. En plus d'écrits occasionnels et de nombreuses nouvelles, il a édité deux anthologies, l'une sur la prose et l'autre sur la poésie, qui ont été réimprimées plusieurs fois.
Son fils, Giovanni, était un librettiste d'opéra, dont celui de la Cavalleria rusticana de Mascagni, l'autre fils, Dino, a écrit des compositions dans le dialecte de Livourne avec le pseudonyme de Cangillo.

## Publications principales
- Il XXIX maggio 1848. Anno primo. Raccolta di scritti in prosa e in versi a cura di Ottaviano Targioni Tozzetti, Florence, 1859.
- Trattato della fisonomia del maestro Aldobrandino, traslatato di francese in fiorentino volgare per Zucchero Bencivenni, a cura di Ottaviano Targioni Tozzetti, Livorno, F. Vigo, 1868.
- Trattati della virtù delle pietre. Scrittura del secolo XIV a cura di Adolfo Belimbau e Ottaviano Targioni Tozzetti, Livourne, F. Vigo, 1871.
- Antologia della prosa italiana ad uso delle scuole, Livorno, R. Giusti, 1874.
- Antologia della poesia italiana compilata e annotata da Ottaviano Targioni Tozzetti, Livourne, R. Giusti, 1883.
- Tesoretto della memoria, Livoourne, R. Giusti, 1885

## Remarque
1. 1 2 3  G. Mazzoni, Enciclopedia Italiana, détail dans la bibliographie
2. ↑  G. Chiarini, Memorie della vita di Giosue Carducci (1835-1907) raccolte da un amico, Florence, Barbera, 1920, p.58.
3. ↑  Ultime edizioni: Antologia della prosa italiana, XIX edizione, Livorno, R. Giusti, 1930. Antologia della poesia italiana, XXIV edizione, Livourne, R. Giusti, 1938. Source Opac SBN.